# Jizerské hory
Jizerské hory este o arie protejată (arie de protecție specială avifaunistică — SPA) din Republica Cehă întinsă pe o suprafață de 11.671,68 ha, integral pe uscat.

## Localizare
Centrul sitului Jizerské hory este situat la coordonatele 50°50′18″N 15°13′20″E / 50.838333°N 15.222222°E.

## Înființare
Situl Jizerské hory a fost declarat arie de protecție specială avifaunistică în decembrie 2004 pentru a proteja 2 specii de animale.

## Biodiversitate
Situată în ecoregiunea continentală, aria protejată nu include niciun habitat protejat.
La baza desemnării sitului se află mai multe specii protejate de  păsări (2): minunița (Aegolius funereus), cocoș de mesteacăn (Tetrao tetrix).